# Fairchild Imaging
Fairchild Imaging (читается «Фэрчайлд Имиджин»; историческое название — Fairchild Camera and Instrument) — американская компания, производитель фотосенсоров и фотоаппаратов для промышленных, научных и военных приложений. Принадлежит фонду Carlyle Group.

## История компании
Американский изобретатель и авиатор Шерман Фэрчайлд изобрёл высокоскоростной фотоаппарат для военных воздушных фотосъёмок и в 1920-м основал компанию Fairchild Aerial Camera Corporation для производства своей фотоаппаратуры. В 1930-х годах Шерман Фэрчайлд переорганизовал свои активы; производство фототехники было переименовано в Fairchild Camera and Instrument, со штаб-квартирой в Сайоссете в штате Нью-Йорк.
В 1957-м Фэрчайлд предоставил «вероломной восьмёрке» венчурные инвестиции размером в 1,5 млн долларов для организации производства кремниевых транзисторов взамен на право выкупить их компанию в течение восьми лет. Фэрчайлд воспользовался этим правом уже в 1958-м, и Fairchild Semiconductor превратилась в дочернее предприятие Fairchild Camera and Instrument. В 1960-х годах Fairchild Semiconductor стала одним из ведущих производителей электроники в Кремниевой долине. Однако в 1960-х новое управление Fairchild Camera and Instrument начало ограничивать свободу действий Fairchild Semiconductor, что привело к конфликтам, потере опытных кадров, а вскоре — и к потере рыночных позиций.
В 1979-м нефтесервисная компания Schlumberger поглотила Fairchild Camera and Instrument вместе с Fairchild Semiconductor. Бывшая Fairchild Camera and Instrument была отделена от бывшей Fairchild Semiconductor и перепродана несколько раз. Наконец, в 2001-м Carlyle Group купила активы бывшей Fairchild Camera and Instrument у BAE Systems и создала Fairchild Imaging в её современном виде.